# Horst Walter (Künstler)
Horst Walter (* 14. Juni 1936 in Berlin; † 15. Mai 2012 ebenda) war ein deutscher freischaffender Künstler mit Schwerpunkt in der Malerei sowie Objekt- und Projektkunst. Er ist auch als H.O.K.W oder MALA bekannt.

## Leben
Nach einer Ausbildung zum Kunstschmied und Tätigkeiten in Deutschland, Spanien, Frankreich, Russland verlegte er seinen künstlerischen Schwerpunkt 1977 auf die Malerei.
Anfangs beschäftigte er sich überwiegend mit abstrakten Bild- und Lichtstudien. Beeinflusst durch Joseph Beuys erweiterte sich das künstlerische Schaffen auf Objekt- und Projektkunst. Im Berlin der frühen 1980er Jahre experimentierte er mit verschiedenen Materialien im Stile des Action Paintings und Symbolart. Hier wirkte er in der künstlerischen OFF-Szene und Avantgarde West-Berlins. Er entwickelte und führte die „Kunstzeitung“ Kunstburg u. a. mit Hans-Jörg Tauchert, de Fries Holland, Klaus Reuter. 1985 beteiligte sich Walter an der Gründung der Kunstprojekt Kunstburg. 1986 gründete er den Kunstverein d’ART e. V.
1985 verlegte er das Thema seiner Arbeit auf die Themen Berliner Mauer und Wiedervereinigung und wurde zum Mauerspecht. Er beteiligte sich 1989 an einer Besetzung und der künstlerischen Gestaltung des Grenzwachturms gegenüber dem Berliner Reichstag und dem Grenzübergang Potsdamer Platz. Als künstlerischer Leiter der Ausstellung Voltaire in Potsdam organisierte Walter ein Rahmenprogramm.

## Projekte
- 1985: Zeichen setzten: Performances Aktionen an der Berliner Mauer
- 1990: Kulturprojekt Potsdamer Platz: Cafe 9. November in den Baracken der Grenzer am Potsdamer Platz in Berlin
- 1990: Potsdamer Platz: Projekt Gestaltung von 118 Mauersegmenten; Einsatz zum Erhalt von Teilen der Berliner Mauer
- 1991: Künstlerische Leitung der Ausstellung Voltaire in Potsdam: z. B. Projekt OKTACON. Acht ehemalige Grenzsoldaten stellen Mauerelemente unter Leitung von Horst Walter auf dem Potsdamer Alten Markt auf
- 1992: Werkschau im Kunsthaus Tacheles
- 1998: 1. Preis der internationalen Mail-ART Kapos ART, Kaposvár; Mail Art. Ungarn Budapest; Symposium. Barc Ungarn
- 2003: Mauerspechtmuseum Eröffnung. Initiiert durch den Kunstverein d’ART e. V.